# العلاقات الألمانية الصينية
تأسست العلاقات الألمانية الصينية رسميًا في عام 1861، حين أبرمت بروسيا وإمبراطورية تشينغ أول معاهدة صينية ألمانية أثناء بعثة إلينبورغ. تأسست القيصرية الألمانية بعد عشر سنوات، وورثت الدولة الجديدة المعاهدة البروسية القديمة. كانت العلاقات باردة بشكل عام بعد انضمام ألمانيا إلى القوى الإمبريالية مثل بريطانيا العظمى وفرنسا لاقتطاع مجالات النفوذ في الإمبراطورية الصينية.
شارك الألمان أيضًا في ثورة الملاكمين. تحسنت العلاقات تدريجيًا بعد الحرب العالمية الأولى إذ ساعد المستشارون العسكريون الألمان الجيش الوطني الثوري لحكومة الكومينتانغ الصينية، فيما تغير ذلك تدريجيًا خلال ثلاثينيات القرن العشرين حين تحالف أدولف هتلر مع اليابان. انقسمت ألمانيا إلى دولتين في أعقاب الحرب العالمية الثانية: ألمانيا الغربية الديمقراطية الليبرالية وألمانيا الشرقية الشيوعية. أدت توترات الحرب الباردة إلى تحالف ألمانيا الغربية مع الولايات المتحدة ضد ألمانيا الشيوعية، وبالتالي تحالفت ضد الصين. وتحالفت ألمانيا الشرقية مع الصين من خلال الاتحاد السوفيتي. تحسنت العلاقات بين ألمانيا والصين بشكل تدريجي وواسع النطاق بعد إعادة توحيد شطري ألمانيا.
وفقًا لاستطلاع رأي أجرته هيئة الإذاعة البريطانية عام 2017: يرى 84% من الشعب الصيني تأثير ألمانيا بشكل إيجابي، مقارنةً بنسبة 13% التي تراه سلبيًا، فيما يرى 20% فقط من الألمان إلى تأثير الصين بشكل إيجابي، إذ عبَّر 35% بسلبية التأثير. أفاد استطلاع نشره مركز بيو الأمريكي للأبحاث عام 2019 بأن 56% من الألمان ينظروا إلى الصين بشكل سلبي.

## التاريخ

### الاتصالات المبكرة
لم تشارك الدول الألمانية -على المستوى الدولي- في الاتصالات المبكرة (في القرن السادس عشر والقرن السابع عشر) بين أوروبا والصين على عكس البرتغال وهولندا. فيما وصل عدد من الألمان إلى الصين في ذلك الوقت -خاصةً كمبعوثين يسوعيين.  لعب بعضهم دورًا كبيرًا في تاريخ الصين، مثل: يوهان آدم شال فون بِل (الصين 1619-1666)، الذي كان في بكين عندما استولى عليها شعب المانشو في عام 1644، وسرعان ما أصبح مستشارًا موثوقًا لقادة تشينغ الأوائل. ومن ناحية أخرى، ذَكَر أثانيسيوس كيرتشر -الذي لم يذهب إلى الصين بنفسه قط- مبعوثين يسوعيين آخرين في الصين في تقارير كتبها في روما لتجميع كتاب «China Illustrata»، الذي أفاد في نشر المعرفة عن الصين بين القراء الأوروبيين في القرن السابع عشر.
أُجريت أول تجارة صينية ألمانية بَرًا عبر سيبيريا، وخضعت لضرائب العبور من قِبَل الحكومة الروسية. ومن أجل جعل التجارة أكثر أربحية، سلك التجار الألمان الطريق البحري ووصلت أولى السفن التجارية الألمانية إلى الصين، ثم في عهد سلالة تشينغ الحاكمة، كجزء من الشركة الملكية البروسية الآسياوية من إمدن.

### العلاقات الدبلوماسية المبكرة
أرسلت بروسيا بعثة يولينبورغ للتفاوض على معاهدات تجارية مع الصين واليابان وتايلاند في عام 1859 عقب هزيمة الصين في حرب الأفيون الثانية. وقَّع فريدريش ألبريشت زو يولنبرغ وممثل من زونغلي يامن (الجهاز الحكومي المسؤول عن السياسة الخارجية في الصين الإمبراطورية خلال فترة حكم أسرة تشينغ المتأخرة) على معاهدة تيانسين التي فتحت علاقات تجارية رسمية بين الصين وبروسيا الممثلة للاتحاد الجمركي الألماني في الثاني من سبتمبر عام 1861. ستصير بروسيا لاحقًا الجزء المهيمن والبارز في الإمبراطورية الألمانية التي تأسست حديثًا. وستحكم المعاهدة العلاقات الصينية -الألمانية حتى الحرب العالمية الأولى، حين رفضت جمهورية الصين المعاهدة من جانب واحد.
خضعت التجارة الصينية الخارجية لهيمنة الإمبراطورية البريطانية في أواخر القرن التاسع عشر، وحرَص أوتو فون بسمارك على تأسيس موطئ قدم ألماني في الصين لموازنة الهيمنة البريطانية. إذ أمر بسمارك الرايخستاغ (الإمبراطورية الألمانية) بدعم السفن البخارية التي خدمت الصين مباشرةً عام 1885. في نفس العام، أرسل أول فريق ألماني لدراسة المسح المصرفي والصناعي لتقييم احتمالات الاستثمار، الأمر الذي أدى إلى إنشاء البنك الألماني الآسيوي في عام 1890. جاءت ألمانيا في المرتبة الثانية بعد بريطانيا في التجارة والشحن البحري في الصين بحلول عام 1896 نتيجة جهود بسمارك.
استغلت الإمبراطورية الألمانية مقتل اثنين من المبعوثين الألمان لغزو تشينغداو وأسست مستعمرة كياوتشو الألمانية عام 1897. كياوتشو. شاركت ألمانيا في تحالف الدول الثماني الذي أُرسل لتخفيف الحصار عن المفوضية الدولية في بكين أثناء ثورة الملاكمين في عام 1900.

### التعاون الصيني الألماني (1911-1941)
رغم أن التعاون المكثف لم يستمر سوى من بداية استيلاء النازيين على ألمانيا في عام 1933 إلى بداية الحرب مع اليابان الإمبراطورية في عام 1937، ولم تبدأ التدابير الملموسة بجدية في الإصلاح الصناعي سوى في عام 1936، التي أثَّرت بعمق على الحداثة الصينية وقدرتها على مقاومة اليابانيين في الحرب.
زار وزير المالية الصيني ومسئول حكومة الكومينتانغ دكتور كونغ واثنان آخران من المسؤولين الصينيين بحكومة الكومينتانغ ألمانيا في عام 1937 واستقبلهم أدولف هتلر.
كان أوتو براون الشيوعي الألماني المنفي في الصين عميلًا للحزب الشيوعي الصيني في عام 1934 لإسداء المشورة للحزب الشيوعي الصيني بشأن الإستراتيجية العسكرية والمشاركة بشكل رئيسي في المسيرة الطويلة تحت الاسم الصيني «Li De» وعُرف أوتو براون باسم «Li De» بعد ذلك.

### الحرب العالمية الثانية
انهار التعاون الصيني الألماني في عام 1939 بسبب اندلاع الحرب العالمية الثانية في أوروبا، الأمر الذي أرغم العديد من المواطنين الصينيين على مغادرة ألمانيا نتيجة المراقبة الحكومية المتزايدة والإكراه. إذ أرغم مسار اليابان في الحرب الصينية اليابانية الثانية هتلر على استبدال الصين باليابان كحليف استراتيجي للنازية في شرق آسيا. أعلن الصينيون الحرب على ألمانيا عقب الهجوم الياباني على بيرل هاربر في سنة 1941، فاعتقل الغيستابو (الشرطة الألمانية السرية) المواطنين الصينيين في كل أنحاء ألمانيا. دُمرت المجتمعات الصينية التي كانت موجودة قبل الحرب في مدن مثل برلين وهامبورج وبريمن في نهاية الحرب.

### تقسيم ألمانيا والحرب الباردة (1945-1992)
لم تعترف جمهورية ألمانيا الاتحادية أو ألمانيا الغربية في البداية بجمهورية الصين الشعبية، ويرجع ذلك في المقام الأول إلى سياستها الخارجية المتشددة المناهضة للشيوعية القائمة على مبدأ هالشتاين. إذ أيَّدت ألمانيا الغربية سياسة الصين الواحدة على أمل الحصول على الدعم الصيني لإعادة توحيد ألمانيا. أقامت ألمانيا الغربية اتصالات دبلوماسية مع جمهورية الصين الشعبية بشكل رسمي في أكتوبر 1972 على الرغم من وجود اتصالات غير رسمية منذ عام 1964.
نجحت جمهورية ألمانيا الديمقراطية أيضًا في إقامة علاقات طيبة مع جمهورية الصين الشعبية، على الرغم من الانقسام الصيني السوفييتي الذي حدث طيلة القسم الأعظم من الحرب الباردة حتى انعقاد القمة الصينية السوفييتية في عام 1989.  بدأت العلاقات الصينية -الألمانية الشرقية تتحسن منذ خطاب الأمين العام ليونيد بريجنيف في مارس 1982 عن التقارب بين الصين والاتحاد السوفيتي للحزب الشيوعي لأوزبكستان في طشقند. زار وزير الخارجية الصيني وو شيويه تشيان برلين الشرقية في يونيه 1986 بوفد صيني على أعلى مستوى في أوروبا الشرقية منذ انقسام عام 1961. قام الرئيس إريش هونيكر أيضًا بزيارة بكين في أوائل أكتوبر 1986 إذ التقى به الرئيس لى شيان نيان في حفل ترحيب على ساحة تيان آن مِن بفرقة عسكرية ومسيرة قام بها حرس شرف جيش التحرير الشعبي الصيني. وصارت أول زيارة رسمية يقوم بها زعيم كتلة شرقية إلى جمهورية الصين الشعبية.

## مقارنة بين البلدين
هذه مقارنة عامة ومرجعية للدولتين:
| وجه المقارنة                                              | ألمانيا                                                                              | الصين                    |
| --------------------------------------------------------- | ------------------------------------------------------------------------------------ | ------------------------ |
| المساحة (كم2)                                             | 357.41 ألف                                                                           | 9.60 مليون               |
| عدد السكان (نسمة)                                         | 81.29 مليون                                                                          | 1.33 مليار               |
| الكثافة السكانية (ن./كم²)                                 | 227.44                                                                               | 138.54                   |
| العاصمة                                                   | بون، برلين                                                                           | بكين                     |
| اللغة الرسمية                                             | اللغة الألمانية                                                                      | اللغة الصينية القياسية   |
| العملة                                                    | يورو، مارك ألماني                                                                    | رنمينبي                  |
| الناتج المحلي الإجمالي (بليون دولار)                      | 3.68 تريليون                                                                         | 12.24 تريليون            |
| الناتج المحلي الإجمالي (تعادل القوة الشرائية) بليون دولار | 3.92 تريليون                                                                         | 19.82 تريليون            |
| الناتج المحلي الإجمالي الاسمي للفرد دولار أمريكي          | 41.31 ألف                                                                            | 8.03 ألف                 |
| الناتج المحلي الإجمالي للفرد دولار أمريكي                 | 46.40 ألف                                                                            | 13.21 ألف                |
| مؤشر التنمية البشرية                                      | 0.926                                                                                | 0.728                    |
| رمز المكالمات الدولي                                      | +49                                                                                  | +86                      |
| رمز الإنترنت                                              | .de                                                                                  | .cn، .中国 ‏، .中國 ‏      |
| المنطقة الزمنية                                           | توقيت وسط أوروبا، ت ع م+01:00، ت ع م+02:00، توقيت أوروبا الوسطى المعياري (ت غ م +1) ‏ | توقيت الصين، ت ع م+08:00 |

## مدن متوأمة
في ما يلي قائمة باتفاقيات التوأمة بين مدن ألمانية وصينية:
- ترتبط فرايبورغ مع جياوتسو باتفاقية توأمة منذ 1967.
- ترتبط براونشفايغ مع زوهاي باتفاقية توأمة منذ 1986.[22][22][22][22]
- ترتبط آخن مع نينغبو باتفاقية توأمة منذ 17 سبتمبر 1993.[23][24][25][26]
- ترتبط درسدن مع هانغتشو باتفاقية توأمة منذ 1971.
- ترتبط هاله مع جياشينغ باتفاقية توأمة منذ 1987.
- ترتبط بريمن مع داليان باتفاقية توأمة منذ 1987.[27][27][27]
- ترتبط روستوك مع داليان باتفاقية توأمة منذ 1966.
- ترتبط ريغنسبورغ مع تشينغداو باتفاقية توأمة منذ 1969.
- ترتبط Hamburg-Mitte [الإنجليزية]‏ مع Hongkou, Shanghai [الإنجليزية]‏ باتفاقية توأمة.
- ترتبط بادربورن مع تشينغداو باتفاقية توأمة منذ 1975.[28][28][28][28]
- ترتبط هامبورغ مع شانغهاي باتفاقية توأمة منذ 1958.
- ترتبط غيسن مع ونجو باتفاقية توأمة منذ 26 مايو 1990.
- ترتبط نورنبرغ مع شنجن باتفاقية توأمة منذ 1979.
- ترتبط إرفورت مع شوزهو باتفاقية توأمة منذ 1 مايو 2009.[29][30][31][32]
- ترتبط دورن مع جينهوا باتفاقية توأمة.
- ترتبط شفيدت مع رويان [الإنجليزية]‏ باتفاقية توأمة منذ 2004.
- ترتبط كوبلنتس مع تشنغدو باتفاقية توأمة منذ 1969.
- ترتبط دينكلسبول مع جينغجانغ [الإنجليزية]‏ باتفاقية توأمة.
- ترتبط باساو مع ليوشو باتفاقية توأمة منذ 8 أبريل 1984.
- ترتبط فولفسبورغ مع تشانغتشون باتفاقية توأمة منذ 1975.
- ترتبط دوسلدورف مع تشونغتشينغ باتفاقية توأمة منذ 2004.[33][34][35][36]
- ترتبط دورتموند مع شيان باتفاقية توأمة منذ 1973.
- ترتبط راتينغن مع ووشي باتفاقية توأمة.
- ترتبط بوخوم مع شوزهو باتفاقية توأمة منذ 1950.[37][38][39][40]
- ترتبط مانهايم مع تشنجيانغ باتفاقية توأمة منذ 1961.
- ترتبط بافاريا مع غوانغدونغ باتفاقية توأمة.
- ترتبط فوبرتال مع دونغ غوان باتفاقية توأمة منذ 17 فبراير 1964.
- ترتبط شونهبك مع ريتشاو باتفاقية توأمة منذ 1993.[41][41][41]
- ترتبط كيمنتس مع تاي يوان باتفاقية توأمة منذ 1968.
- ترتبط لايبزيغ مع نانجينغ باتفاقية توأمة منذ 1973.[42][42][43][44]
- ترتبط ليفركوزن مع ووشي باتفاقية توأمة.
- ترتبط فرانكفورت مع غوانزو باتفاقية توأمة منذ 3 أكتوبر 1990.[45][45][45][45]
- ترتبط أوسنابروك مع خفي باتفاقية توأمة منذ 28 أغسطس 1971.[46][47][48][49]
- ترتبط نويبراندنبورغ مع Yangzhou (ancient China) [الإنجليزية]‏ باتفاقية توأمة منذ 1983.
- ترتبط زاسنيتس مع هوايان باتفاقية توأمة منذ 9 يونيو 2007.
- ترتبط أوفنباخ أم ماين مع يانغتشو باتفاقية توأمة منذ 1978.
- ترتبط ترويسدورف مع نانتونغ باتفاقية توأمة.
- ترتبط نويشتات أن در فاينشتراسه مع تشوانتشو باتفاقية توأمة منذ 1956.
- ترتبط برلين مع بكين باتفاقية توأمة منذ 5 أبريل 1994.[50][50][50][50]
- ترتبط دويسبورغ مع ووهان باتفاقية توأمة منذ 1973.
- ترتبط ريزا مع سوجو باتفاقية توأمة منذ 1988.
- ترتبط باد فيلدونغن مع ييتشون باتفاقية توأمة.
- ترتبط شلسفيغ هولشتاين مع تشيجيانغ باتفاقية توأمة منذ 1986.[51][51][51][51]
- ترتبط ماغديبورغ مع هاربن باتفاقية توأمة منذ 1987.
- ترتبط كونستانس مع سوجو باتفاقية توأمة.
- ترتبط أونترشلايسهايم مع هانغتشو باتفاقية توأمة منذ 2009.
- ترتبط آوغسبورغ مع جينان باتفاقية توأمة منذ 1967.
- ترتبط ميته مع تشاويانغ باتفاقية توأمة منذ 1983.
- ترتبط غلادبيك مع فوشون باتفاقية توأمة منذ 1988.
- ترتبط فيلهلمسهافن مع تشينغداو باتفاقية توأمة منذ 1988.[52][53][54][55]
- ترتبط كولونيا مع بكين باتفاقية توأمة منذ 29 مايو 1963.

## منظمات دولية مشتركة
يشترك البلدان في عضوية مجموعة من المنظمات الدولية، منها:
| علم المنظمة | اسم المنظمة                                                | تاريخ انضمام ألمانيا | تاريخ انضمام الصين |
| ----------- | ---------------------------------------------------------- | -------------------- | ------------------ |
|             | مؤسسة التمويل الدولية                                      | 20 يوليو 1956        | 15 يناير 1969      |
|             | بنك التنمية الكاريبي ‏                                      | ?                    | ?                  |
|             | يونسكو                                                     | 11 يوليو 1951        | 4 نوفمبر 1946      |
|             | مجموعة الموردين النوويين                                   | ?                    | ?                  |
|             | العملية المشتركة للاتحاد الأفريقي والأمم المتحدة في دارفور | ?                    | ?                  |
|             | مؤسسة التنمية الدولية                                      | 24 سبتمبر 1960       | 24 سبتمبر 1960     |
|             | المركز الدولي لتسوية المنازعات الاستشارية                  | 18 مايو 1969         | 6 فبراير 1993      |
|             | وكالة ضمان الاستثمار متعدد الأطراف                         | 12 أبريل 1988        | 30 أبريل 1988      |
|             | منظمة حظر الأسلحة الكيميائية                               | 29 أبريل 1997        | ?                  |
|             | البنك الإفريقي للتنمية                                     | ?                    | ?                  |
|             | الاتحاد الدولي للاتصالات                                   | 1866                 | 1 سبتمبر 1920      |
|             | الأمم المتحدة                                              | 18 سبتمبر 1973       | 25 أكتوبر 1971     |
|             | منظمة الشرطة الجنائية الدولية                              | ?                    | ?                  |
|             | مجموعة العشرين                                             | 26 سبتمبر 1999       | ?                  |
|             | البنك الدولي للإنشاء والتعمير                              | 14 أغسطس 1952        | 27 ديسمبر 1945     |
|             | الفريق المعني برصد الأرض                                   | ?                    | ?                  |
|             | الاتحاد البريدي العالمي                                    | 1 يوليو 1875         | ?                  |
|             | منظمة التجارة العالمية                                     | ?                    | 11 ديسمبر 2001     |
|             | المنظمة الهيدروغرافية الدولية                              | ?                    | ?                  |
|             | بنك التنمية الآسيوي                                        | 1966                 | 1986               |

## أعلام
هذه قائمة لبعض الشخصيات التي تربطها علاقات بالبلدين:
- أنجيلابابي (28 فبراير 1989 – )
- لام زهي جين (لاعب كرة قدم ألماني، 4 يونيو 1991[79] – )

## وصلات خارجية
- موقع وزارة الخارجية الألمانية
- موقع وزارة الخارجية الصينية